# Brachyphallus parvus
Brachyphallus parvus är en plattmaskart. Brachyphallus parvus ingår i släktet Brachyphallus och familjen Hemiuridae. Inga underarter finns listade i Catalogue of Life.